# Crematogaster edentula
Crematogaster edentula är en myrart som beskrevs av Santschi 1914. Crematogaster edentula ingår i släktet Crematogaster och familjen myror. Inga underarter finns listade i Catalogue of Life.